# 1850 w literaturze
Wydarzenia literackie w 1850 roku.

## Nowe książki
- polskie
  - Obrazy litewskie – Ignacy Chodźko
- zagraniczne
  - Szkarłatna litera (The Scarlet Letter) – Nathaniel Hawthorne
  - Biała kurtka (White-Jacket) – Herman Melville
  - Czarny tulipan (La Tulipe Noire) – Aleksander Dumas (ojciec)
  - Wojna chłopska w Niemczech – Friedrich Engels
  - Słownik norweskiego języka ludowego (Norsk ordbog med dansk forklaring) – Ivar Aasen
  - David Copperfield – Charles Dickens
  - Christmas-Eve and Easter-Day – Robert Browning.

## Urodzili się
- 14 stycznia – Pierre Loti, francuski pisarz (zm. 1923)
- 15 stycznia – Sofja Kowalewska, rosyjska tłumaczka literatury angielskiej i matematyczka (zm. 1891)
- 8 lutego – Kate Chopin, amerykańska pisarka (zm. 1904)
- 27 lutego – Laura E. Richards, amerykańska pisarka i poetka (zm. 1943)
- 26 marca – Edward Bellamy, amerykański pisarz (zm. 1898)
- 1 czerwca – Sami Frashëri, albański pisarz i wydawca (zm. 1904)
- 27 czerwca – Lafcadio Hearn, kosmopolityczny pisarz tworzący w języku angielskim i japońskim (zm. 1904)
- 1 lipca – Florence Earle Coates, amerykańska poetka (zm. 1927)
- 9 lipca – Iwan Wazow, bułgarski pisarz, poeta, dramaturg, historyk i polityk (zm. 1921)
- 18 lipca – Rose Hartwick Thorpe, amerykańska poetka (zm. 1939)
- 5 sierpnia – Guy de Maupassant, francuski pisarz (zm. 1893)
- 30 sierpnia – Babette von Bülow, niemiecka pisarka (zm. 1927)
- 2 września – Eugene Field, amerykański poeta (zm. 1895)
- 5 listopada – Ella Wheeler Wilcox, amerykańska poetka (zm. 1919)
- 13 listopada – Robert Louis Stevenson, szkocki pisarz i podróżnik (zm. 1894)
- 17 listopada – Max Spohr, niemiecki księgarz i poeta (zm. 1905)

## Zmarli
- 18 sierpnia – Honoriusz Balzac, francuski pisarz (ur. 1799)
- 20 stycznia – Adam Gottlob Oehlenschläger, duński poeta i dramaturg (ur. 1779)
- 23 kwietnia – William Wordsworth, poeta